# 1 Pułk Przedniej Straży im. Królowej

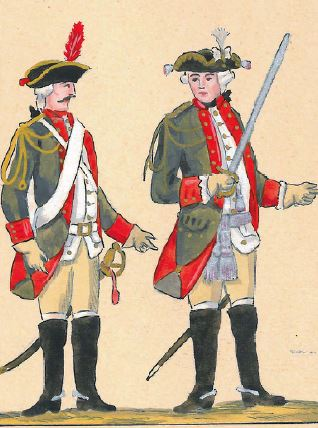
Mundur żołnierzy pułku do 1791

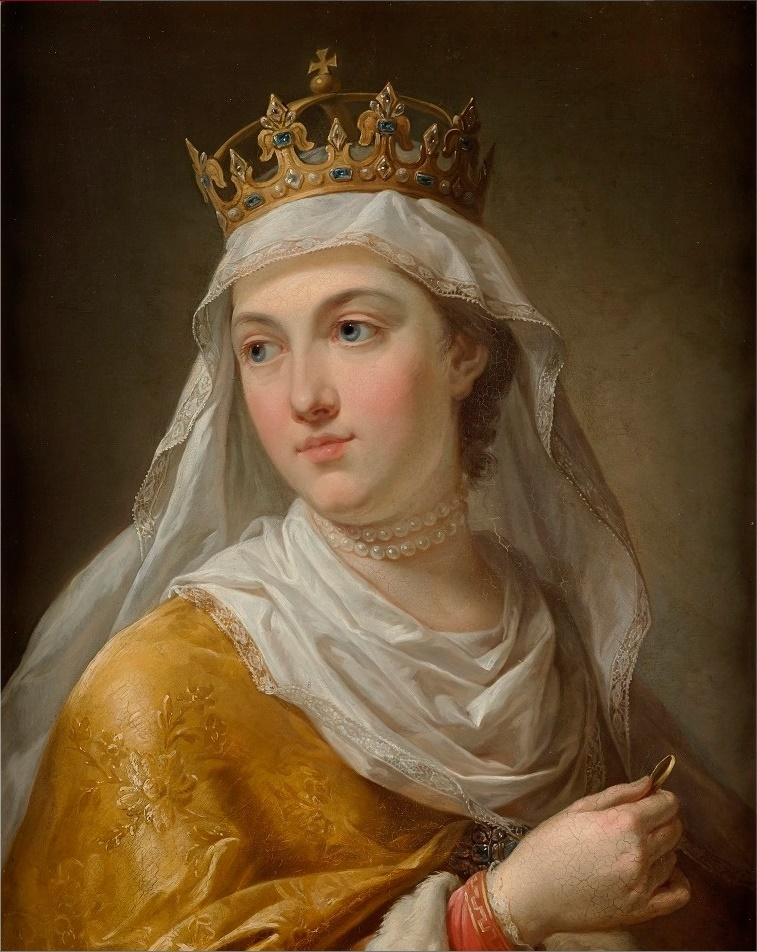
Królowa Jadwiga - patronka pułku

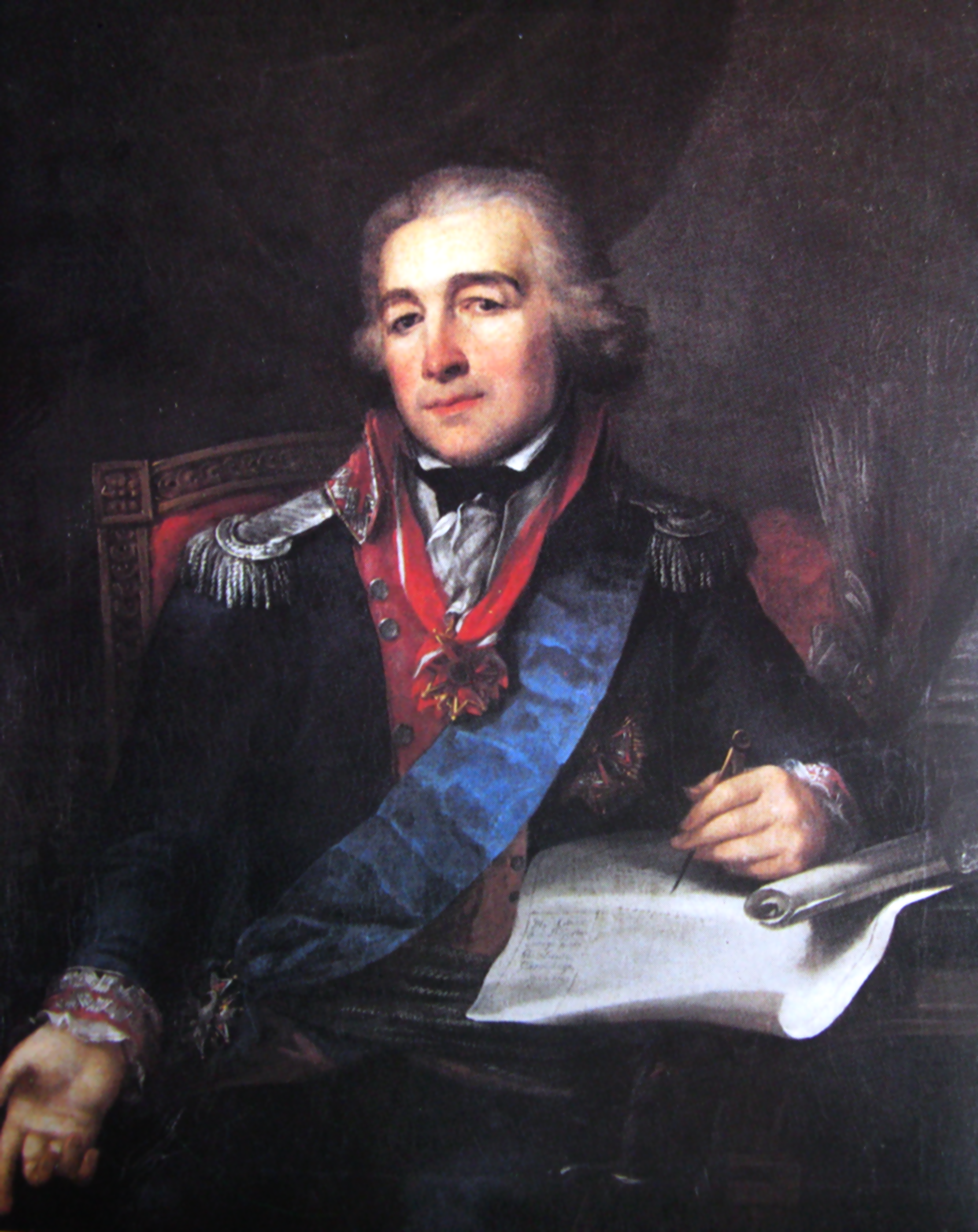
Augustyn Gorzeński

1 Pułk Przedniej Straży im. Królowej – oddział kawalerii armii koronnej wojska I Rzeczypospolitej.

## Formowanie i zmiany organizacyjne
W styczniu 1789 oddział posiadał 257 „głów”.
Na mocy uchwały sejmowej z 9 lutego 1789 roku przekształcającego regimenty dragońskie w pułki przedniej straży, hetman wielki koronny wraz z Komisją Wojskową Obojga Narodów 12 lutego 1789 roku  wydali rozkaz nakazujący szefowi pułku reorganizację dragonii i powiększenie chorągwi przedniej straży do 135 osób. W myśl tego rozkazu z regimentu tegoż imienia dragonów szefostwa gen. mjr Adama Szydłowskiego sformowany został 1 Pułk Przedniej Straży im. Królowej.
Zgodnie z planowanym etatem 100 000 armii Rzeczypospolitej Obojga Narodów pułk miał liczyć etatowo 1369 „głów”. W sztabie wyższym miało służyć 5 oficerów, w średnim i niższym – 15. W skład pułku miało wejść 10 chorągwi po 135 „głów” każda. Etat ten ze względów oszczędnosciowych nie został zrealizowany i rozpoczęto formowanie 65 000 armii. Pułk w tym przypadku miał liczyć 1099 „głów” w tym 19 w sztabie i po 135 osób w 8 chorągwiach. W czerwcu 1791 liczył 785 „głów”.
Wiosną 1792, jeszcze przed wybuchem wojny z Rosją,  pułk liczył według etatu 1099 żołnierzy, a faktycznie posiadał ich 1046.  W marcu 1792 stacjonował w Powołoczy.
Po przegranej wojnie, stan pułku zmniejszył się znacznie i jesienią 1793 wynosił jedynie  570 żołnierzy, a w chwili wybuchu powstania kościuszkowskiego 562.
Pułk w 1792 liczył 1046 „głów” i 1046 koni. W 1794 roku w marcu liczył 562 „głów” i 464 konie, w maju 562 „głów” i 464 konie, a we wrześniu 536 „głów” i 460 koni.
W okresie powstania kościuszkowskiego posiadał na uzbrojeniu 375 karabinów, 223 pistolety, 518 szabel i 137 pik.

## Stanowiska
- Cudnów (XII 1789)[10], Bracław[3], Powołocza i Warszawa 1794.

## Żołnierze regimentu
Do 1789 roku regiment etatowo liczył 24 oficerów z szefem i regimentsfelczerem włącznie. W sztabie służyli: szef, pułkownik, podpułkownik, major, kwatermistrz, audytor, adiutant w randze porucznika. W kompaniach służyło: dwóch kapitanów z kompanią, dwóch kapitanów sztabowych (agrègè), sześciu poruczników i sześciu chorążych. Szefa i pułkownika w dowodzeniu kompaniami zastępowali kapitanowie sztabowi. Podpułkownik i major osobiście dowodzili swoimi kompaniami. W 1790, po utworzeniu pułku straży przedniej, podpułkownik otrzymał kompanię, pojawił się drugi major, trzech nowych kapitanów sztabowych, drugi adiutant, dwóch nowych poruczników i dwóch nowych chorążych, co dało teoretyczną liczbę 34 oficerów w pułku.
Szefowie regimentu:
- Krzysztof Karwicki (6 marca 1789; gen. mjr od 1 sierpnia 1792)

Pułkownicy:
- Stanisław Wielowiejski,
- Augustyn Gorzeński.

## Walki pułku
Pułk należał do lepiej wyszkolonych jednostek kawalerii koronnej. Brał udział w wojnie w obronie Konstytucji 3 maja. Wyróżnił się walecznością w bitwie pod Dubienką. Zagarnięty 2 maja 1793 roku przez Rosjan, dzięki zdecydowaniu dowódcy i oficerów, przebił się zza rosyjskiego kordonu i wziął udział w  powstaniu kościuszkowskim. 
Bitwy i potyczki:
Jego żołnierze walczyli pod Burakowskimi Karczmami (11 czerwca 1792), Raczkami (12 czerwca 1792), Boruszkowcami (15 czerwca 1792), Zieleńcami (17 czerwca 1792), Włodzimierzem (7 lipca 1792), Dubienką (18 lipca 1792), Warszawą (17 kwietnia 1794), Szczekocinami (6 czerwca 1794),
a także w obronie Warszawy 1794. Nnastępnie walczyli pod Szczęśliwicami i Strzyżami (24 września 1794) oraz Pragą (4 listopada 1794).

## Umundurowanie
W marcu 1791 ukazały się nowe przepisy mundurowe określające mundur szeregowego i towarzysza kawalerii narodowej i pułków straży przedniej.

## Hierarchia regimentu
1. regiment arkebuzerów podkomorzego koronnego Jerzego Dominika Lubomirskiego (-1717) → regiment dragonii Królowej (1717-1789) →  pułk 1 przedniej straży im. Królowej (1789-1794) ↘  rozformowany po powstaniu kościuszkowskim